# Cullen Sawtelle
Cullen Sawtelle (* 25. September 1805 in Norridgewock, Massachusetts; † 10. November 1887 in Englewood, New Jersey) war ein US-amerikanischer Politiker. Zwischen 1845 und 1847 und nochmals von 1849 bis 1851 vertrat er den Bundesstaat Maine im US-Repräsentantenhaus.

## Werdegang
Cullen Sawtelle wurde 1805 in Norridgewock geboren, das damals noch zu Massachusetts gehörte. Er genoss zunächst eine private Erziehung und studierte danach bis 1825 am Bowdoin College in Brunswick. Nach einem anschließenden Jurastudium und seiner im Jahr 1828 erfolgten Zulassung als Rechtsanwalt begann er in Norridgewock in seinem neuen Beruf zu praktizieren. Zwischen 1830 und 1838 war er Nachlassverwalter.
Politisch war Sawtelle Mitglied der Demokratischen Partei. Zwischen 1842 und 1844 gehörte er dem Senat von Maine an. 1844 wurde er im fünften Wahlbezirk von Maine in das US-Repräsentantenhaus in Washington, D.C. gewählt, wo er am 4. März 1845 die Nachfolge von Benjamin White antrat. Bis zum 3. März 1847 konnte er zunächst eine Legislaturperiode im Kongress absolvieren. Diese war von den Ereignissen des Mexikanisch-Amerikanischen Krieges bestimmt. In dieser Zeit war Sawtelle Vorsitzender des Committee on Revisal and Unfinished Business. Bei den nächsten Wahlen musste Sawtelle seinem Parteikollegen Ephraim K. Smart den Vortritt lassen, der dann dieses Mandat bis zum 3. März 1849 ausübte. Bei den Wahlen des Jahres 1848 gelang es Sawtelle, sein Mandat zurückzugewinnen. Damit konnte er zwischen dem 4. März 1849 und dem 3. März 1851 eine weitere volle Legislaturperiode im Kongress absolvieren. Dabei war er Vorsitzender des Ausschusses, der sich mit den Ansprüchen an die Bundesregierung aus der Revolutionszeit befasste.
Nach seinem Ausscheiden aus dem Repräsentantenhaus zog sich Sawtelle aus der Politik zurück. In den folgenden Jahrzehnten bis 1882 arbeitete er als Finanzmanager für verschiedene Handelsfirmen in New York. Er starb am 10. November 1887 in Englewood.